# Kadiluk
Kadiluk, in certi casi equivalente a Cazà, era una suddivisione amministrativa locale dell'Impero ottomano, che costituiva il territorio (la giurisdizione) di un Kadı, o il giudice, e governata da un Caimacam.
Potevano esserci diversi kadiluk in un Sangiaccato. Le funzioni di un Cadì erano più estese di quelle di un giudice attuale; oltre all'applicazione delle leggi, i giudici del Kadiluk erano competenti su questioni quali la fiscalità e la coscrizione militare.
Anche se ogni Cazà aveva un Cadì, non ogni Kadı (Qadi) è stato responsabile di una Cazà; in quanto il Cadì poteva esserlo anche soltanto per un più piccolo Kadiluk. Le funzioni di Cadì modificarono nel tempo, a seguito dei cambiamenti demografici e politici. Nelle riforme (Tanzimat) del 1864, i Kadiluk sono stati separati dai Cazà.